# Johan George van Hohenzollern-Hechingen
Johan George van Hohenzollern-Hechingen (Hechingen, 1577 - aldaar, 28 september 1623) was van 1605 tot maart 1623 graaf en van maart 1623 tot aan haar dood de eerste vorst van Hohenzollern-Hechingen. Hij behoorde tot het huis Hohenzollern.

## Levensloop
Johan George was de enige overlevende zoon van graaf Eitel Frederik I van Hohenzollern-Hechingen en Sibylla van Zimmern, dochter van graaf Froben Christoffel. Hij groeide op aan het hof van zijn Brandenburgse verwanten in Berlijn. In 1603 volgde hij zijn vader op als graaf van Hohenzollern-Hechingen.
Op 11 oktober 1598 huwde hij met Francisca (overleden in 1619), dochter van graaf Herman I van Salm, die wild- en Rijngraaf was in Neufville. Als katholiek stond hij trouw aan de zijde van de keizer van het Heilige Roomse Rijk en van 1603 tot 1605 bekleedde hij het ambt van voorzitter van het Rijkskamergerecht, later gevolgd door het voorzitterschap van de Rijkshofraad. Deze laatste functie kwam hem goed van pas toen hij tijdens een militair conflict met Georg Dietrich von Westerstetten onterecht Württembergs grondgebied had betreden. Ook vertegenwoordigde hij het huis Hohenzollern op de Rijksdag en probeerde hij tevergeefs samen met Johann Pistorius om markgraaf George Frederik van Baden-Durlach voor de katholieke kerk terug te winnen. 
In 1609 werd hij door de keizer als speciaal gezant naar Frankrijk gestuurd. Op zijn terugreis ontmoette hij in Brussel aartshertog Albrecht van Oostenrijk, met wie hij een nauw schriftelijk contact bleef behouden. In 1614 werd hij bij een succesvolle missie nogmaals als speciaal gezant naar Frankrijk gestuurd.
In 1620 werd Johan George benoemd tot ridder in de Orde van het Gulden Vlies, waarna hij op 23 maart 1623 door keizer Ferdinand II in de Rijksvorststand werd verheven. Hierdoor werd Johan George de eerste vorst van Hohenzollern-Hechingen en kreeg hij een beduidende onafhankelijkheid binnen het Heilige Roomse Rijk. Samen met Johan George werden nog 22 andere rijksgraven in de rijksvorststand verheven, waaronder de graven van Hohenzollern-Sigmaringen en Hohenzollern-Haigerloch. Met de verheffing van de katholieke graven van Hohenzollern probeerde keizer Ferdinand II het evenwicht tussen de katholieke en protestantse vorsten in zijn rijk te herstellen.
In het jaar 1623 liet Johan George, die beschreven werd als een talentvol en wetenschappelijk opgeleide man, op de Burg Hohenzollern basteien aanleggen. In september 1623 stierf hij op 46-jarige leeftijd.

## Nakomelingen
Johan George en zijn echtgenote Francisca kregen veertien kinderen:
- Karel (1599-1599)
- Sibylla (overleden in 1621), huwde in 1615 met Ernst van der Mark, graaf van Schleiden
- Francisca Catharina (overleden in 1665), huwde in 1619 met graaf Jacob Hannibal II van Hohenems
- Eitel Frederik II (1601-1661), vorst van Hohenzollern-Hechingen
- Johan Frederik (1602-1602)
- Anna Maria (1603-1652), huwde in 1619 met landgraaf Egon VIII van Fürstenberg-Heiligenberg
- George Frederik (overleden in 1633), gesneuveld
- Maria Domina, jong gestorven
- Catharina Ursula (overleden in 1640), huwde in 1624 met markgraaf Willem van Baden-Baden
- Maria Renata (overleden in 1637), huwde in 1625 met graaf Hugo van Königsegg-Rothenfels
- Maximiliana Walburga (overleden in 1639), huwde met Johann Franz von Trautson, graaf van Falkenstein
- Leopold Frederik (overleden in 1659), domheer in Keulen
- Maria Anna (1614-1670), huwde in 1630 met graaf Ernst van Isenburg-Grenzau
- Filips Christoffel Frederik (1616-1671), vorst van Hohenzollern-Hechingen